# Flèche wallonne 1995
La 59e édition de la Flèche wallonne a eu lieu le mercredi 12 avril 1995, sur un parcours tracé à partir de Spa et en direction de cette Huy, sur une distance de 205,5 kilomètres. Elle a été remportée par le Français Laurent Jalabert qui se débarrasse de son dernier compagnon d'échappée Maurizio Fondriest dans l'ascension finale du Mur de Huy.

## Présentation

### Parcours
La Flèche wallonne est longue de 205,5 kilomètres répartis dans les Ardennes belges. La course démarre de Spa et s'achève à Huy par l'ascension du Mur de Huy. Cette difficulté est gravie au total à trois reprises dans la course.
Le parcours est composé de onze côtes répertoriées :
| Kilomètre | Nom              |
| --------- | ---------------- |
| 33,5      | Côte de Filot    |
| 48        | Côte Barvaux     |
| 56,5      | Côte de Durbuy   |
| 77        | Havelange        |
| 97        | Mur de Huy       |
| 114       | Côte de Amay     |
| 135       | Mur de Huy       |
| 152       | Côte de Pailhé   |
| 179       | Côte de Bohissau |
| 195,5     | Côte de Ahin     |
| 205,5     | Mur de Huy       |

## Récit de la course
La course se décante dans la côte de Bohissau où Laurent Jalabert attaque et s'échappe en compagnie de Maurizio Fondriest et Evgueni Berzin. Le trio se dispute la victoire dans l'ascension finale du Mur de Huy. Berzin cède le premier et Jalabert domine finalement Fondriest pour s'imposer.

## Classement de la course
| #  | Coureur              | Pays     | Équipe                    |    | Temps          |
| -- | -------------------- | -------- | ------------------------- | -- | -------------- |
| 1  | Laurent Jalabert     | France   | ONCE                      | en | 4 h 51 min 0 s |
| 2  | Maurizio Fondriest   | Italie   | Lampre-Panaria            | +  | 2 s            |
| 3  | Evgueni Berzin       | Russie   | Gewiss-Ballan             |    | 26 s           |
| 4  | Francesco Casagrande | Italie   | Mercatone Uno             |    | 50 s           |
| 5  | Mauro Gianetti       | Suisse   | Polti                     |    | 50 s           |
| 6  | Davide Rebellin      | Italie   | MG Maglificio - Technogym |    | 54 s           |
| 7  | Beat Zberg           | Suisse   | Carrera Jeans-Tassoni     |    | 54 s           |
| 8  | Francesco Frattini   | Italie   | Gewiss-Ballan             |    | 57 s           |
| 9  | Heinz Imboden        | Suisse   | Ceramiche Refin           |    | 57 s           |
| 10 | Steven Rooks         | Pays-Bas | TVM                       |    | 1 min 03 s     |